# So Good (T-ara)
So Good è il settimo EP del gruppo musicale sudcoreano T-ara, pubblicato nel 2015 dall'etichetta discografica Core Contents Media insieme a KT Music.

## Tracce
1. So Crazy (완전 미쳤네)
2. So Crazy (Chinese Ver.)
3. The Reason Why We Broke Up (우리 헤어진 이유)
4. For You
5. So Crazy (instrumental)

## Classifiche
| Classifica (2015) | Posizione massima |
| ----------------- | ----------------- |
| Corea del Sud     | 4                 |